# Peterson-Chinchillamaus
Die Peterson-Chinchillamaus (Euneomys petersoni) ist ein Nagetier in der Familie der Wühler. Sie lebt im Süden Südamerikas.
Die Art ist nach dem US-amerikanischen Zoologen Olaf A. Peterson benannt.

## Merkmale
Mit einer Kopf-Rumpf-Länge von 97 bis 127 mm, einer Schwanzlänge von 46 bis 73 mm und einem Gewicht von 26 bis 47 g ist die Art kleiner als die Patagonien-Chinchillamaus (Euneomys chinchilloides). Die Länge der Hinterfüße beträgt 22 bis 27 mm und die Ohren sind 19 bis 24 mm lang. Das lange und wollige Fell der Oberseite hat eine dunkle graubraune Farbe mit einer Musterung aus schwarzen und orangebraunen Strichen. Bis zum Grenzbereich zur weißen Unterseite nimmt der orangebraune Anteil zu. Der Kopf ist durch eine weiße Schnauze, weiße Oberlippen und durch braune Ohren gekennzeichnet, die mit dünnen Haaren bedeckt sind. Außerdem ist die Unterkante der Wangen hellgrau, wobei gelegentlich eine gelbliche Tönung vorkommt. Der gut behaarte Schwanz hat eine graubraune Oberseite, während die Seiten und der untere Bereich weiß sind. An der Vorderseite der oberen Schneidezähne kommen Rillen vor.

## Verbreitung
Die Peterson-Chinchillamaus lebt in der patagonischen Steppe. Das Verbreitungsgebiet reicht von den zentralen Bereichen Argentiniens und Chiles östlich der Anden bis zum Südzipfel Südamerikas. Sie fehlt jedoch auf Feuerland. Die Art wird oft im felsigen Gelände angetroffen.

## Lebensweise
Die Exemplare sind nachtaktiv und sie leben in mittelgroßen Gruppen zusammen. Sie leben oft versteckt in weiten Felsspalten und ernähren sich von verschiedenen Pflanzenteilen. Weibchen und Männchen, die zwischen November und März untersucht wurden, zeigten Anzeichen von Fortpflanzungsverhalten.

## Bedrohung
Für den Bestand der Peterson-Chinchillamaus liegen keine Bedrohungen vor. Sie wird von der IUCN als „nicht gefährdet“ (least concern) gelistet.